# アローン (ハートの曲)
「アローン」（英: Alone）は、ハート（heart）のシングル曲。1987年5月発売。全米第一位獲得（3週連続）。

## 概要
ビリー・スタインバーグとトム・ケリー作詞・作曲の楽曲。初出はスタインバーグとケリーの肝いりプロジェクト、アイ・テンのアルバム『テイキング・ア・コールド・ルック』収録曲においてである。その後1984年にCBSのシチュエーション・コメディ『ドリームス』でジーノ・ミネッリ役を演じた、ジョン・ステイモス歌唱のバージョンがサウンドトラックに収録された。そして1987年にはアメリカのロックバンド、ハートが歌唱し、アメリカとカナダで第1位を獲得するヒット曲へと押し上げた。また、その20年後にはセリーヌ・ディオンが自身のアルバム『Taking Chances』にてカバーしている。